# 1-Hexanol
Az 1-hexanol színtelen, erősen fűszerillatú folyadék (fp. 156–157 °C). Vízben csak kevéssé oldódik, alkohollal, éterrel elegyedik.
Észterek alakjában növények illóolajában található. Az illatszeripar használja.
A frissen nyírt fű illatának egyik összetevője.
A méhek Kozsevnyikov-mirigyéből kibocsátott riasztó feromon egyik komponense.

## Előállítás
- Illóolajból lúggal főzve.
- Al(C2H5)3 + 6 C2H4 → Al(C6H13)3
Al(C6H13)3 + 1½ O2 + 3 H2O → 3 HOC6H13 + Al(OH)3

A keletkező többi vegyülettől desztillációval választják el.

## Fordítás
Ez a szócikk részben vagy egészben  a(z)   1-Hexanol című angol Wikipédia-szócikk fordításán alapul.  Az eredeti cikk szerkesztőit annak laptörténete sorolja fel. Ez a jelzés csupán a megfogalmazás eredetét és a szerzői jogokat jelzi, nem szolgál a cikkben szereplő információk forrásmegjelöléseként.

## Külső hivatkozások
1. ↑  1-Hexanol - Compound Summary. The PubChem Project. National Center for Biotechnology Information
2. ↑  Does Honey Bee Sting Alarm Pheromone Give Orientation Information to Defensive Bees?. [2006. május 28-i dátummal az eredetiből archiválva]. (Hozzáférés: 2011. március 27.)
3. ↑  Volatiles from Nonhost Birch Trees Inhibit Pheromone Response in Spruce Bark Beetles
4. ↑  Understanding the logics of pheromone processing in the honeybee brain: from labeled-lines to across-fi ber patterns

## Külső linkek
- International Chemical Safety Card 1084